# Ефимовка (Новодеревеньковский район)
Ефи́мовка — деревня в Новодеревеньковском районе Орловской области России. Входит в состав Новодеревеньковского сельского поселения.

## География
Деревня находится в северо-восточной части Орловской области, в лесостепной зоне, в пределах центральной части Среднерусской возвышенности, на берегу одного из правых притоков реки Пшевка, на расстоянии примерно 7 км (по прямой) к северо-западу от посёлка городского типа Хомутово, административного центра района. Абсолютная высота — 242 м над уровнем моря.

### Климат
Климат умеренно континентальный, с умеренно холодной снежной зимой и тёплым летом. Среднегодовая температура воздуха — 4,9 °C. Средняя многолетняя температура самого холодного месяца (января) составляет −9,7 °С, средняя температура самого тёплого (июля) — 19 °С. Среднегодовое количество атмосферных осадков составляет 490—590 мм, из которых большая часть выпадает в тёплый период. Снежный покров держится в течение 126 дней.

### Часовой пояс
Деревня Ефимовка, как и вся Орловская область, находится в часовой зоне МСК (московское время). Смещение применяемого времени относительно UTC составляет +3:00.

## Население
| 1857 | 1859 | 2010 |
| ---- | ---- | ---- |
| 196  | ↗255 | ↘0   |

### Национальный состав
Согласно результатам переписи 2002 года, в национальной структуре населения русские составляли 100 % из 18 чел.

## Известные уроженцы
- Домников, Василий Михайлович (1918—1945) — советский военнослужащий, капитан, Герой Советского Союза.